# PesText Fesztivál
A PesText Fesztivál, teljes nevén PesText Nemzetközi Irodalmi és Kulturális Fesztivál 2019 óta megrendezett ingyenes kulturális rendezvénysorozat, melynek középpontjában a kortárs világirodalom áll. Fő eseményét, a négy napig tartó budapesti fesztivált hagyományosan szeptember végén rendezi meg a MISZJE (Magyar Irodalmi Szerzői Jogvédő és Jogkezelő Egyesület) és a Petőfi Kulturális Ügynökség, a fesztiváligazgató Kollár Árpád.

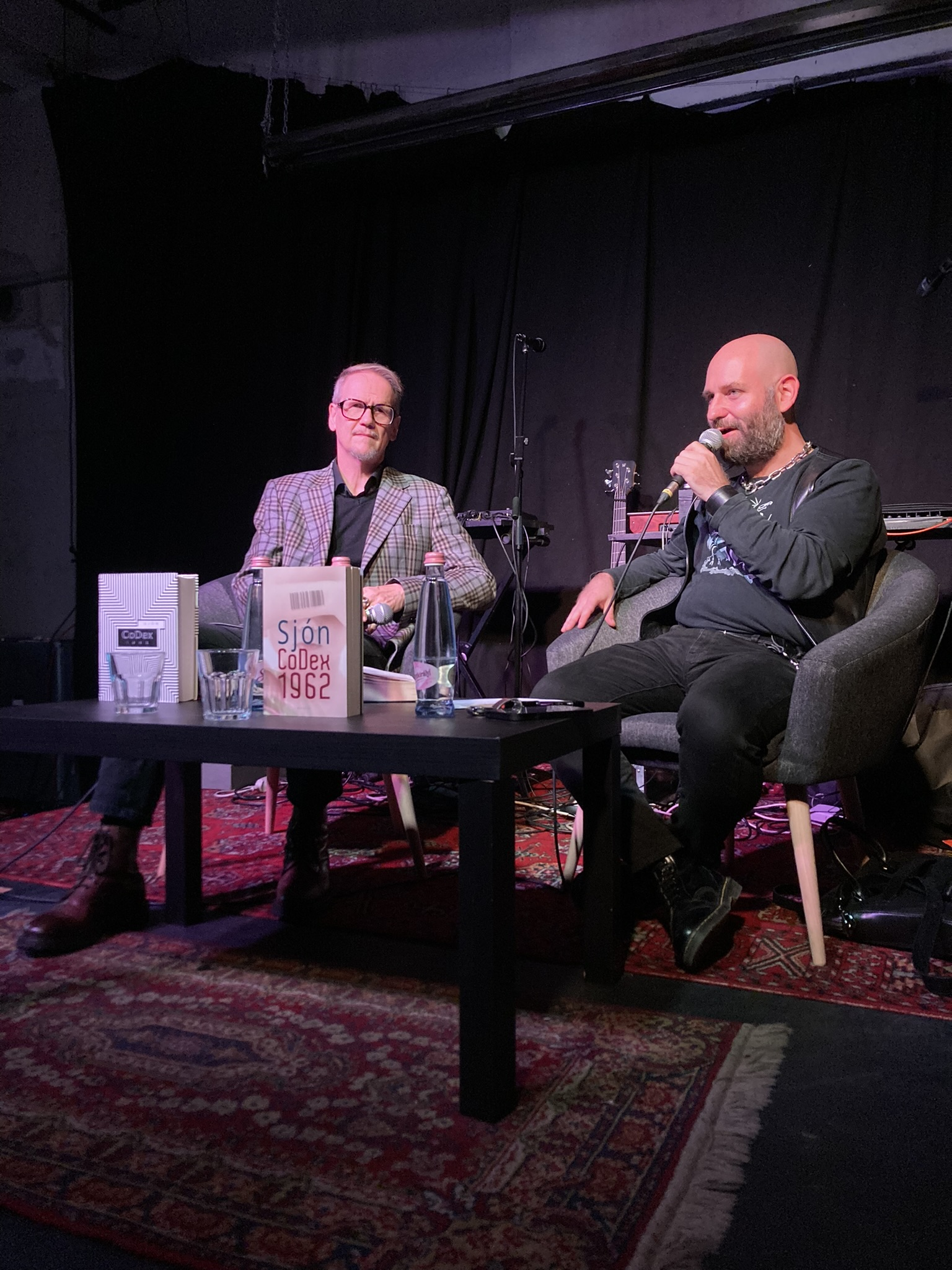
Sjón és Dunajcsik Mátyás beszélgetése a PesText Fesztiválon. Budapest, Három Holló, 2022. szeptember 30.

## Története
Az első fesztivált 2019. szeptember 24 - 28. között rendezték meg Budapesten; három kiemelt helyszíne az A38 Hajó, a Lumen Kávézó és a Petőfi Irodalmi Múzeum volt. A fesztiválnak 2020-ban hibrid formában, illetve 2021-ben az A38, a PIM, a B32 Galéria és Kultúrtér és a Pintér Galéria, majd 2022-ben a Három Holló, a Deák17 Gyermek és Ifjúsági Művészeti Galéria, valamint a Budapesti Nemzetközi Könyvfesztivállal együttműködésben a Millenáris Park adott helyet.
Szlogenjei 2019-ben "borders & bridges", illetve "az irodalom összeköt", melyet 2020-ban a "szöveg-világ-irodalom" váltott fel, ezzel is utalva a világirodalom és a műfordítás kiemelt szerepére a fesztiválon. 2019-2022 között 27 országból több mint kétszáz alkotó vett részt a fesztiválon. A fesztivál céljai közé tartozik Kelet- és Közép-Európa, különösen a visegrádi négyek irodalmának bemutatása, az alkotók magyarországi megismertetése, ezért minden évben számos művész érkezik a régióból is.

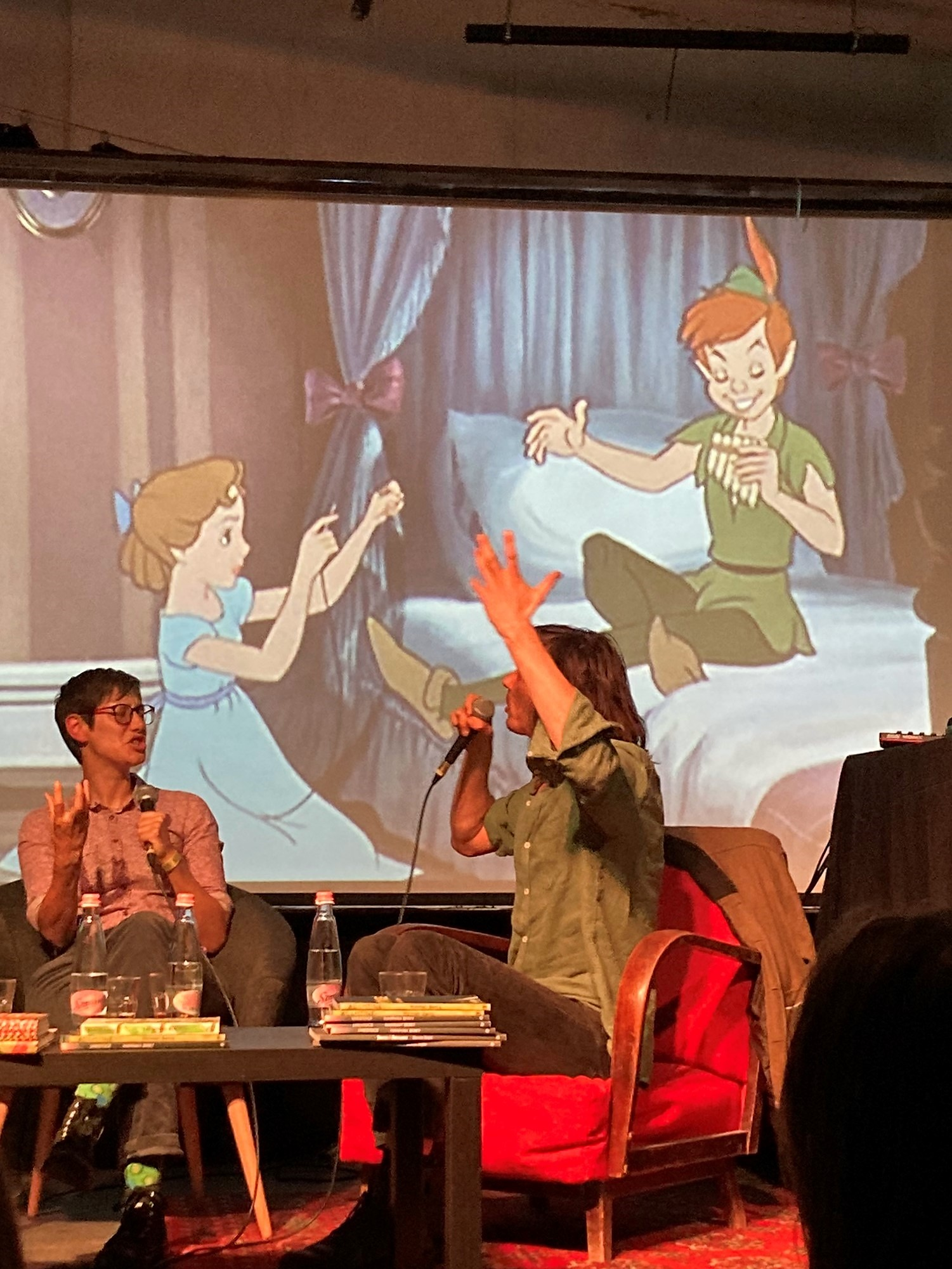
Hannah Berry és Brecht Evens a PesText Fesztivál Képregényünnepén. Budapest, Három Holló, 2022. szeptember 29.

## Programok
A programkínálat gerincét az irodalmi beszélgetések, felolvasóestek adják, melyeket esténként színházi előadások, könnyűzenei koncertek egészítenek ki. 
A programkínálatban hangsúlyos szerepet kap az illusztráció, illetve 2021 óta a képregény. Évente három kiállítás kerül megrendezésre: egyet a vendégül látott művészeknek, egyet a képregénynek, egyet pedig egy-egy kiemelt régió vagy ország legizgalmasabb illusztrátorainak és könyvkiadóinak szentelnek. A kiállításokat és beszélgetéseket olyan elismert alkotók workshopjai kísérik, mint Agócs Írisz, Dániel András, Grela Alexandra, Hannah Berry, Piotr Socha vagy Szulyovszky Sarolta. 
2019 óta a PesText keretében adják át a Fiatal Írók Szövetsége Csáth Géza-díját is.
A fesztivállal párhuzamosan a magyar irodalom fiatal fordítói meghívásos műfordító műhelyen vehetnek részt.

## Kiemelt vendégek
2019: Barabási Albert László, Tibor Fischer, Adam LeBor, Terézia Mora

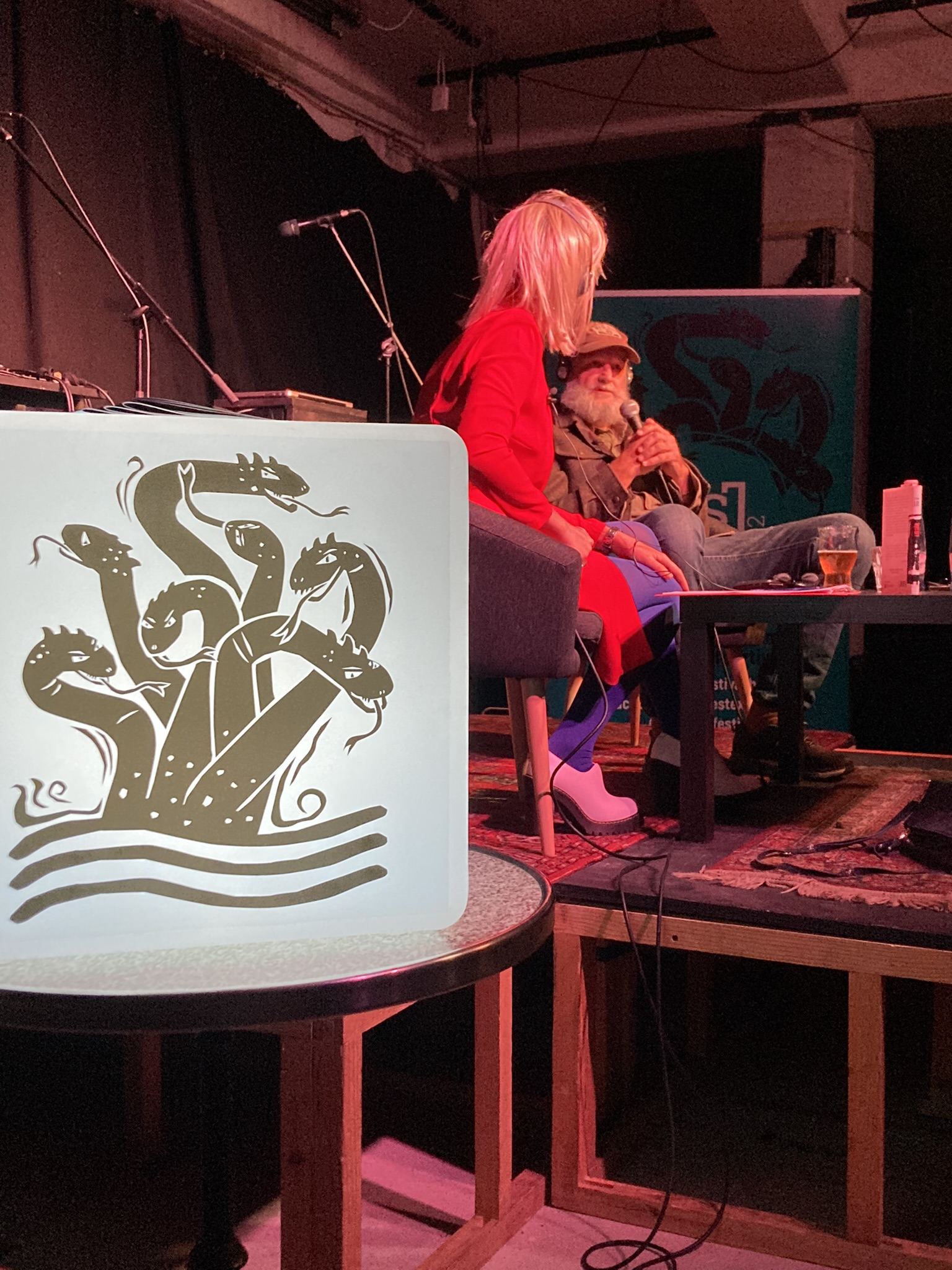
Erlend Loe és Karafiáth Orsolya beszélgetése a PesText Fesztiválon, előtérben a hydrával. Budapest, Három Holló, 2022. szeptember 30.

2020: Borisz Akunyin, Svetislav Basara, Łukasz Orbitowski, Pavol Rankov, Catarina Sobral
2021: Afonso Cruz, Jacek Dukaj, Elisabetta Gnone, Guzel Jahina, Andri Snær Magnason, Patrick Ness
2022: Mircea Cărtărescu, Jonathan Culler, Brecht Evens, Erlend Loe, Max Porter, Sjón, Vlagyimir Szorokin

## Írópályázat
A fesztivált megelőzően kerül meghirdetésre a PesText írópályázata, melynek keretében adott hívószóhoz kapcsolódóan várják a szövegeket; formai megkötés nincs, csupán terjedelmi. A beérkezett szövegek közül előválogatást követően szakmai zsűri választja ki a szakmai díjazottat, a jelöltek közül szavazással választják ki a közönségdíjast. A két díjazott mellett 2019-2022 között a vendégül látott szerzők adott hívószóhoz kapcsolódó szövegei jelentek meg a fesztivál fanzinjében; 2022-től a díjazottak mellett valamennyi jelölt műve bekerül a kiadványba.
2019: "szabadság"
- szakmai díj: Izsó Zita, közönségdíj: Láng Anikó
- zsűritagok: Hansági Ágnes, Kukorelly Endre, Mészáros Sándor

2020: "reset"
- szakmai díj: Abafáy-Deák Csillag, közönségdíj: Miklya Luzsányi Mónika
- zsűritagok: Hász Róbert, Nádasdy Ádám, Terék Anna

2021: "buborék"
- szakmai díj: André Ferenc, közönségdíj: Erdődi-Juhász Ágnes[5]
- zsűritagok: Dániel András, Mécs Anna, Szabó T. Anna

2022: "forrás"
- szakmai díj: Szarvas Ferenc, közönségdíj: Posta Marianna
- zsűritagok: Bartis Attila, Cserna-Szabó András, Halász Rita